# Christian Kane
Christian Kane (Dallas, Texas, 27 de junio de 1972) es un actor, cantante y compositor estadounidense. Protagonizó la serie de TNT Leverage como Elliot Spencer. Es conocido por sus papeles en el programa Angel e Into the West, y las películas Just Married y Secondhand Lions.
Es el cantante de la banda country Kane; su álbum, The House Rules, fue lanzado el 7 de diciembre de 2010. El primer sencillo del álbum, también titulado "The House Rules", debutó en el número 54 en Country Songs.

## Biografía
Kane nació en Dallas, Texas. Es de origen nativo americano, y es primo del cantante de música country Hart Branden. La familia se trasladó al Sur y Centro-Oeste, debido a que su padre estaba en el negocio del petróleo, y finalmente se estableció en Norman, Oklahoma, cuando Kane estaba en 8º grado. Mientras crecía en Texas y Oklahoma, Kane practicaba lucha libre y fútbol americano. Estudió Historia del Arte en la Universidad de Oklahoma, pero decidió que quería ser actor y se dirigió a Los Ángeles antes de terminar la carrera. En Los Ángeles, trabajó en una empresa de formación de talentos, donde escribía guiones a cambio de participar en audiciones.

## Debut profesional
Sólo llegar a Los Ángeles y no teniendo ningún tipo de estudios de interpretación, consiguió la oportunidad de su vida en su segunda audición, protagonizando en el 1997 Fame LA. En 1999 debutó en el cine con EdTV.
A pesar del sus principios como protagonista de Fame LA, durante su primera y única temporada, como Riley, o su breve rol en Rescue 77, cancelada antes de tiempo, su verdadero salto a la fama fue cuando dio vida a Lindsey McDonald, en Ángel . Interpretó a Elliot Spencer en Leverage, después de otro papel, el de Jack Chase a Close to Home, en la actualidad interpreta a Jake Stone en la serie The Librarians.

## Filmografía

### Como actor
- Fame L.A. (1997) TV serie  |	Ryan "Flyboy" Legget
- Rescue 77 (1999) TV serie | Wick Lobo
- EDtv (1999)  | P.A.
- Angel (1999–2001, 2003–2004) TV serie |  Lindsey McDonald
- The Broken Hearts Club: A Romantic Comedy (2000) | Idaho Guy
- Love Song (2000) | Billy Ryan Gallo
- Dawson's Creek (2001) TV serie | Nick Taylor
- Crossfire Trail (2001) | John Thomas "J.T." Langtston
- Summer Catch (2001) | Dale Robin
- Life or Something Like It (2002) | Cal Cooper
- The Crooked E: The Unshredded Truth About Enron (2003) | Brian Cruver
- Just Married (2003) | Peter Prentiss
- Secondhand Lions (2003) | Young Hub
- The Plight of Clownana (2004) | Christian
- Las Vegas (2004) TV serie | Bob
- Taxi (película de 2004) (2004) | Agente Mullins
- Friday Night Lights (2004) | Brian
- Into the West (2005) TV miniserie | Abe Wheeler
- Her Minor Thing (2005) | Paul
- Keep Your Distance (2005) | Sean Voight
- 24: The Game (2006) VideoJuego | Peter Madsen
- Close to Home (2005–2006) TV serie | Jack Chase
- Four Sheets to the Wind (2006) | David
- Hide (2008) | Billy
- Leverage (2008–2012/2020) TV Serie | Elliot Spencer
- Not Since You (2008) | Ryan
- Good Day For It (2010) | Dale Acton
- Minuteman (2008) | Peacemaker
- The Librarians (2014-2018) | Jacob Stone
- Heaven Sent (2016) | Billy
- Almost paradise (2020 - 2021) | Alex Walker

### Banda sonora
| Título                                                    | Canciones                                       |
| --------------------------------------------------------- | ----------------------------------------------- |
| Angel (2001)                                              | "L.A. Song"                                     |
| Life or Something Like It (2002)                          | "Sweet Carolina Rain" (como KANE)               |
| The Crooked E: The Unshredded Truth About Enron TV (2003) | "More Than I Deserve" (como KANE)               |
| Just Married (2003)                                       | "The Chase" (como KANE)                         |
| Leverage -- "The Two Horse Job" (2008)                    | "More Than I Deserve" (como KANE)               |
| NASCAR 09 (2009)                                          | "The House Rules" (como Christian Kane)         |
| Keep Your Distance (2005)                                 | "Right In Front Of You" (como Sean Voight/KANE) |
| Leverage -- "The Studio Job" (2010)                       | "Thinking of You"                               |

## Discografía

### EP
| Año  | Detalles                                                                                | Posiciones | Posiciones | Posiciones |
| Año  | Detalles                                                                                | US Country | US         | US Heat    |
| ---- | --------------------------------------------------------------------------------------- | ---------- | ---------- | ---------- |
| 2010 | Christian Kane - Lanzado: 9 de marzo de 2010 - Discográfica: Bigger Picture Music Group | 28         | 159        | 5          |

### Álbumes
| Año  | Detalles                                                                                     | Posiciones | Posiciones | Posiciones |
| Año  | Detalles                                                                                     | US Country | US         | US Heat    |
| ---- | -------------------------------------------------------------------------------------------- | ---------- | ---------- | ---------- |
| 2010 | The House Rules - Lanzado: 7 de diciembre de 2010 - Discográfica: Bigger Picture Music Group | 25         | 178        | 1          |

### Singles
| Año  | Sencillo           | Posiciones | Álbum           |
| Año  | Sencillo           | US Country | Álbum           |
| ---- | ------------------ | ---------- | --------------- |
| 2010 | "The House Rules"A | 49         | The House Rules |
| 2011 | "Let Me Go"A       | 58         | The House Rules |

### Videos musicales
| Año  | Video             | Director       |
| ---- | ----------------- | -------------- |
| 2010 | "The House Rules" | Timothy Hutton |
| 2011 | "Let Me Go"       | Roman White    |